# Dragaszów
Dragaszów – przysiółek wsi Ropica Górna w Polsce, położony w województwie małopolskim, w powiecie gorlickim, w gminie Sękowa.
Dawniej samodzielna wieś i gmina jednostkowa.